# Shirvani Muradov
Shirvani Muradov, né le 20 juin 1985, est un lutteur libre russe.
Le 21 août 2008, il  est sacré champion olympique de lutte libre en moins de 96 kg, après avoir battu en finale par l'Ouzbek Taimuraz Tigiyev.